# Кепкириват
Кепкириват (Kepkiriwát) — мёртвый язык, относящийся к тупарийской ветви языковой семьи тупи, который раньше был распространён на территории реки Пимента-Буэну штата Рондония в Бразилии.